# Männamaa
Koordinaten: 58° 50′ N, 22° 38′ O
Männamaa ist ein Dorf (estnisch küla) in der Landgemeinde Hiiumaa (bis 2017: Landgemeinde Käina) auf der zweitgrößten estnischen Insel Hiiumaa.

## Beschreibung
Das Dorf hat 107 Einwohner (Stand 31. Dezember 2011). Es liegt etwa fünf Kilometer von der Ostsee entfernt. Die heutige Siedlung entstand als Zentrum der sowjetischen Kolchose Ühendus („Gemeinschaft“).
Männamaa ist vor allem bekannt für den 85 Hektar großen Tihu-See (Tihu järv). Er ist mit einer maximalen Tiefe von nur 0,5 Metern sehr flach.
In Männamaa befindet sich ein 120 Meter hoher UKW-Sendemast zur Ausstrahlung von Radioprogrammen.